# India ai Giochi della XXXI Olimpiade
L'India ha partecipato ai Giochi della XXXI Olimpiade, che si sono svolti a Rio de Janeiro, Brasile, dal 5 al 21 agosto 2016, con una delegazione di 122 atleti impegnati in 15 discipline. Portabandiera alla cerimonia di apertura è stato il tiratore Abhinav Bindra, alla sua quinta Olimpiade.
La rappresentativa indiana ha conquistato due medaglie: una d'argento nel badminton e una di bronzo nella lotta.

## Medagliere

### Per disciplina
| Sport     | Oro | Argento | Bronzo | Totale |
| --------- | --- | ------- | ------ | ------ |
| Badminton | 0   | 1       | 0      | 1      |
| Lotta     | 0   | 0       | 1      | 1      |
| Totale    | 0   | 1       | 1      | 2      |

### Medaglie
| Medaglia | Atleta         | Sport     | Evento            |
| -------- | -------------- | --------- | ----------------- |
| Argento  | Pusarla Sindhu | Badminton | Singolo femminile |
| Bronzo   | Sakshi Malik   | Lotta     | 58 kg femminile   |